# Arrondissement de Thionville
L'arrondissement de Thionville est un arrondissement français situé dans le département de la Moselle en région Grand Est. Il est issu de la fusion des anciens arrondissements de Thionville-Ouest et de Thionville-Est le 1er janvier 2015.

## Composition

### Découpage cantonal
L'arrondissement est composé de 105 communes réparties dans les cantons suivants :
- canton d'Algrange
- canton de Bouzonville (partiel)
- canton de Fameck
- canton d'Hayange
- canton de Metzervisse
- canton de Thionville
- canton d'Yutz

### Découpage communal depuis 2015
Depuis 2015, le nombre de communes des arrondissements varie chaque année soit du fait du redécoupage cantonal de 2014 qui a conduit à l'ajustement de périmètres de certains arrondissements, soit à la suite de la création de communes nouvelles. Le nombre de communes de l'arrondissement de Thionville est ainsi de 105 en 2015 et 104 en 2019.
Au 1er janvier 2024, l'arrondissement groupe les 104 communes suivantes :
1. Aboncourt
2. Algrange
3. Angevillers
4. Apach
5. Audun-le-Tiche
6. Aumetz
7. Basse-Ham
8. Basse-Rentgen
9. Berg-sur-Moselle
10. Bertrange
11. Bettelainville
12. Beyren-lès-Sierck
13. Boulange
14. Bousse
15. Boust
16. Breistroff-la-Grande
17. Buding
18. Budling
19. Cattenom
20. Clouange
21. Contz-les-Bains
22. Distroff
23. Elzange
24. Entrange
25. Escherange
26. Évrange
27. Fameck
28. Fixem
29. Flastroff
30. Florange
31. Fontoy
32. Gandrange
33. Gavisse
34. Grindorff-Bizing
35. Guénange
36. Hagen
37. Halstroff
38. Haute-Kontz
39. Havange
40. Hayange
41. Hettange-Grande
42. Hombourg-Budange
43. Hunting
44. Illange
45. Inglange
46. Kanfen
47. Kédange-sur-Canner
48. Kemplich
49. Kerling-lès-Sierck
50. Kirsch-lès-Sierck
51. Kirschnaumen
52. Klang
53. Knutange
54. Kœnigsmacker
55. Kuntzig
56. Laumesfeld
57. Launstroff
58. Lommerange
59. Luttange
60. Malling
61. Manderen-Ritzing
62. Manom
63. Merschweiller
64. Metzeresche
65. Metzervisse
66. Mondelange
67. Mondorff
68. Monneren
69. Montenach
70. Moyeuvre-Grande
71. Moyeuvre-Petite
72. Neufchef
73. Nilvange
74. Ottange
75. Oudrenne
76. Puttelange-lès-Thionville
77. Ranguevaux
78. Rédange
79. Rémeling
80. Rettel
81. Richemont
82. Rochonvillers
83. Rodemack
84. Rosselange
85. Roussy-le-Village
86. Rurange-lès-Thionville
87. Russange
88. Rustroff
89. Serémange-Erzange
90. Sierck-les-Bains
91. Stuckange
92. Terville
93. Thionville
94. Tressange
95. Uckange
96. Valmestroff
97. Veckring
98. Vitry-sur-Orne
99. Volmerange-les-Mines
100. Volstroff
101. Waldweistroff
102. Waldwisse
103. Yutz
104. Zoufftgen

## Démographie
En 2022, l'arrondissement comptait 274 786 habitants.
| 1968    | 1975    | 1982    | 1990    | 1999    | 2006    | 2011    | 2016    | 2021    |
| ------- | ------- | ------- | ------- | ------- | ------- | ------- | ------- | ------- |
| 271 503 | 271 177 | 253 880 | 246 860 | 246 586 | 134 836 | 134 836 | 266 506 | 273 063 |

| 2022    | - | - | - | - | - | - | - | - |
| ------- | - | - | - | - | - | - | - | - |
| 274 786 | - | - | - | - | - | - | - | - |

## Histoire
L'arrondissement de Thionville a déjà existé de 1800 à 1901, mais dans des frontières différentes, car il incluait les cantons de : Bouzonville, Tholey (cédé à la Prusse en 1814), Relling et Sarrelouis (cédés partiellement à la Prusse en 1815).
L'ancien arrondissement de Thionville était donc composé de 8 cantons jusqu'en 1814-1815 : Thionville, Cattenom, Sierck, Metzervisse, Bouzonville, Relling, Sarrelouis et Tholey.
En 1824, M. Teissier indique que les habitants de cet arrondissement parlent « allemand » dans les quatre cinquièmes des communes. 
En 1871, lors de l'annexion allemande, les communes annexées de l'arrondissement de Briey sont réparties entre cet arrondissement et celui de Metz, puis une ordonnance impériale du 8 avril 1901 le scinde en deux : Thionville-Est (plus rural) et Thionville-Ouest (plus industriel et urbain). Cette organisation demeure en vigueur après le retour à la France en 1919. L'arrondissement est rétabli par la fusion des deux précédents le 1er janvier 2015.

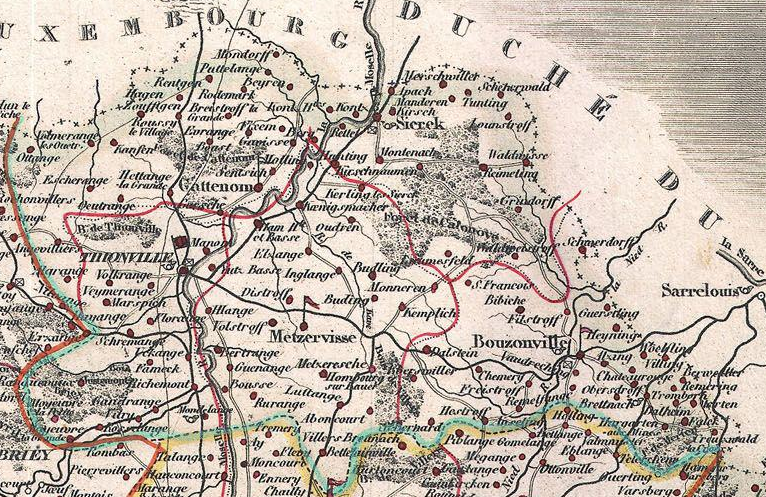
L'arrondissement de Thionville vers 1852. Sa frontière est en bleu.
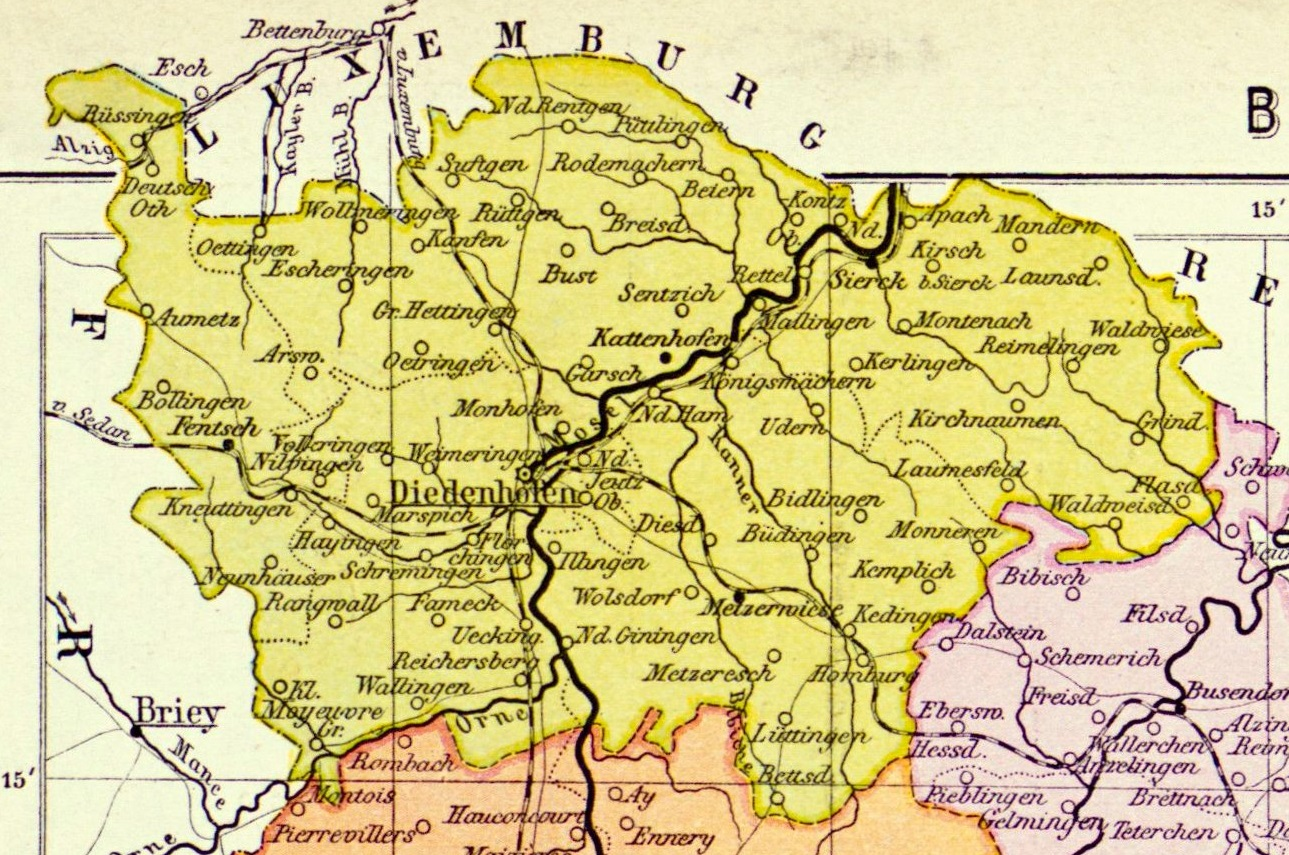
L'arrondissement sous l'empire allemand (1871-1901).

## Administration
| Période          | Période          | Identité           | Fonction précédente                              | Observation                                                                             |
| ---------------- | ---------------- | ------------------ | ------------------------------------------------ | --------------------------------------------------------------------------------------- |
| 8 Février 2013   | 11 Février 2015  | Étienne Stock      | Sous-préfet de Cambrai                           | Nommé préfet hors cadre chargé d'une mission de service public relevant du Gouvernement |
| 15 Avril 2015    | 30 Juillet 2019  | Thierry Bonnet     | Secrétaire général de la préfecture de la Guyane | Nommé Sous-préfet des Sables-d'Olonne                                                   |
| 30 Juillet 2019  | 23 Novembre 2022 | Thierry Hégay      | Sous-préfet de Cambrai                           | Nommé préfet chargé d'une mission de service public relevant du Gouvernement            |
| 29 Décembre 2022 | En cours         | Philippe Deschamps | Administrateur général de l'Etat                 |                                                                                         |